# Västra Frölunda IF
Västra Frölunda Idrottsförening – szwedzki klub piłkarski grający obecnie w trzeciej lidze, mający siedzibę w mieście Göteborg, leżącym na zachodzie kraju, nad cieśniną Kattegat.

## Historia
Klub został założony 13 stycznia 1930 roku. W latach 40. występował w trzeciej lidze. Natomiast w 1962 roku po raz pierwszy w historii wywalczył awans do drugiej ligi. W 1986 roku po raz pierwszy w historii awansował do pierwszej ligi i w debiutanckim sezonie zajął 7. miejsce. W 1989 roku Västra Frölunda była ostatnia i powróciła do drugiej ligi. W 1992 roku ponownie grała w Allsvenskan, a w 1995 spadła do Superettan. W 1998 roku nastąpił kolejny awans i na koniec sezonu drużyna była piąta w pierwszej lidze, najwyżej w swojej historii. W 2000 roku została zdegradowana do drugiej ligi, a w 2005 roku do trzeciej.

## Sukcesy
- Allsvenskan:

5. miejsce (1): 1998

## Reprezentanci kraju grający w klubie
- John Alvbåge
- Gustaf Andersson
- Johan Anegrund
- Dime Jankulovski
- Adam Johansson
- Teddy Lučić
- George Mourad
- Niklas Skoog
- Ville Viljanen
- Nikica Klinčarski

## Europejskie puchary
Legenda do wszystkich tabel:
- Q – runda eliminacyjna, 1/16, 1/8, 1/4, 1/2 – odpowiednia faza rozgrywek, Grupa – runda grupowa, 1r gr – pierwsza runda grupowa, 2r gr – druga runda grupowa, F – finał, R – runda, PO – play-off
- k. – rzuty karne, los. – losowanie, Dogr. – dogrywka, w. – zasada bramek strzelonych na wyjeździe

| Sezon | Rozgrywki        | Runda | Przeciwnik      | Dom | Wyjazd | Ogólnie |
| ----- | ---------------- | ----- | --------------- | --- | ------ | ------- |
| 2000  | Puchar Intertoto | 1R    | Zrinjski Mostar | 1–0 | 1–2    | 2–2, w. |
| 2000  | Puchar Intertoto | 2R    | FK Pelister     | 0–0 | 1–3    | 1–3     |